# Patinapta crosslandii
Patinapta crosslandii is een zeekomkommer uit de familie Synaptidae.
De wetenschappelijke naam van de soort werd in 1929 gepubliceerd door Svend Geisler Heding.